# Controversy Sells
Controversy Sells é o segundo álbum produzido pelos rappers Paul Wall e Chamillionaire. Este álbum foi realizado pela gravadora Paid in Full Entertainment e lançado no dia 25 de Janeiro de 2005.

## Faixas
1. "Intro"
2. "Clap"
3. "Still (N Luv With My Money)" (feat. 50/50 Twin)
4. "Here I Am"
5. "I Got Game"
6. "True" (featuring Lil' Flip)
7. "Respect My Grind"
8. "Lawyer Fees"
9. "Can't Give U D World" (feat. 50/50 Twin)
10. "What Would U Do" (feat. Monetana)
11. "Back Up Plan" (feat. Devin the Dude)
12. "She Gangsta"
13. "House of Pain" (feat. Yung Ro)
14. "True (Remix)" (feat. 50/50 Twin, Lew Hawk)
15. "Outro"